# Kai (album)
-KAI- (改 -KAI-?) är den japanska musikgruppen Dir en greys första remixalbum som kom ut 22 augusti 2001.

## Låtlista
1. Hydra [Buzzout Mix]
2. Rasetsu Koku [Za Downtown Funkmaster Mix]
3. Dir En Grey - Kai - 03 - Taiyou No Ao [Mix]
4. 304 Goushitstu Hakushi No Sakura [Sub Dub Mix]
5. Ain't Afraid To Die [Frosted Ambience]
6. Egnirys Cimredopyh (An Injection) [PCM Re-Constructed Attack]
7. Macabre (Sanagi No Yume Wa Ageha No Hane) [Tears Of Scorpion Mix]
8. Myaku [8.5 Convert]
9. Riyuu [Susumu Yokota Mix]
10. Ain't Afraid To Die [Irresistable Mix]
11. Raison D'etre [Nanago Mix]
12. [KR]Cube [KK Vomit Mix]
13. Hotarubi [The Name Of The Rose Mix]